# Sepp Riff
Sepp Riff (* 17. Februar 1928 in Neuhofen im Innkreis; † 19. Februar 2000 in Baden) war ein österreichischer Kameramann und Fernsehproduzent.

## Leben und Wirken
Riff begann als Wochenschau-Kameramann und drehte anfangs Kurz- und Dokumentarfilme. Ab 1955 folgten auch abendfüllende Spielfilme. Danach arbeitete er besonders für das Fernsehen, wo er an Serien wie Wenn die Musik nicht wär und Gestatten, mein Name ist Cox (mit Günter Pfitzmann) beteiligt war.
Im Laufe der 70er Jahre wandte sich Riff der Lehrtätigkeit zu und unterrichtete Kameratechnik. Dann bildete er mit dem Journalisten Hugo Portisch eine gemeinsame Produktionsfirma und gestaltete für den ORF mehrere zeitgeschichtliche Dokumentationen wie Österreich I und Österreich II. Für seine historische Dokumentarfilmreihe über die Geschichte Österreichs nach 1945 Österreich II von 1981 bis 1995 erhielt er zusammen mit Portisch 1983 eine Goldene Kamera.
Riff war vorübergehend mit der Schauspielerin Lotte Ledl verheiratet. Der Ehe entstammt der gemeinsame Sohn Alexander Riff(-Ledl) (* 1966), Musicaldarsteller, Tänzer und Choreograph.
Sepp Riff starb nach mehrjährigem Aufenthalt im Badener Hilde-Wagener-Künstlerheim an einem Schlaganfall.

## Filmografie
- 1952: Der neue Gemüsegarten (Kurz-Dokumentarfilm)
- 1953: Cilli Wang (Kurz-Dokumentarfilm)
- 1953: Dein Grünland (Kurz-Dokumentarfilm)
- 1953: Einsteigen bitte! (Kurz-Dokumentarfilm)
- 1954: Rund um die Milchwirtschaft (Kurz-Dokumentarfilm)
- 1954: Wie die Jungen sungen (Kurz-Dokumentarfilm)
- 1955: Seine Tochter ist der Peter
- 1955: Die Sennerin von St. Kathrein
- 1956: Husarenmanöver
- 1956: Försterliesel
- 1956: Der Schandfleck
- 1957: Ober, zahlen!
- 1957: Noch minderjährig (Unter Achtzehn)
- 1960: Geständnis einer Sechzehnjährigen
- 1962: Farbenfrohe Stadt (Kurz-Dokumentarfilm)
- 1964: Das Kriminalgericht – Der Fall Calmette
- 1964: Das Kriminalgericht – Der Fall Krantz
- 1964: Die lustigen Weiber von Windsor
- 1965: Gestatten, mein Name ist Cox (Serie, 13 Folgen)
- 1966: Gertrud Stranitzki (Serie, 4 Folgen)
- 1966: Der Weibsteufel
- 1966: Kostenpflichtig zum Tode verurteilt
- 1976: Duett zu dritt